# Alexander Rosso
Alexander Mauricio Rosso Génova (n. Montevideo, Uruguay, 27 de febrero de 1993) es un futbolista uruguayo. Juega de delantero y actualmente juega en Gualaceo Sporting Club de la Serie B de Ecuador.

## Clubes
| Club                      | País    | Año         |
| ------------------------- | ------- | ----------- |
| River Plate               | Uruguay | 2012 - 2017 |
| Progreso                  | Uruguay | 2018        |
| Universidad César Vallejo | Perú    | 2018        |
| Progreso                  | Uruguay | 2019 - 2023 |
| Gualaceo S. C.            | Ecuador | 2024 - act. |